# Кьофлах
Кьофлах (на немски: Köflach) е град в Австрия. Това е най-големият град в съдебния район и в Област Фойтсберг с 9689 жители (към 1 януари 2021 г.) в Щирия. Като част от общинската структурна реформа в Щирия, Кьофлах се обединява с община Граден през 2015 г.
В конезавода за Липицански коне, в района на Пибер, се отглеждат известни бели коне. Кьофлах е бивша миньорска общност.

## География
Общинският район включва следните населени места (население към 1 януари 2021 г.):
- Граден (467)
- Граденберг (602)
- Кьофлах (4187)
- Пибер (483)
- Пихлинг до Кьофлах (3592)
- Пухбах (358)

Общината обхваща 43 km² и се състои от седем кадастрални общности (площ към 2016 г.):
- Граденберг (466 ха)
- Граденберг-Пибер (1567 ха)
- Граден-Пибер (703 ха)
- Кьофлах (223 ха)
- Пибер (577 ха)
- Пихлинг до Кьофлах (481 ха)
- Пухбах (292 ха)

Община Кьофлах е заобиколена от девет съседни общини, всички в областта Фойтсберг. На север се намира Кайнах до Фойтсберг, на запад – Мария Ланковиц, на юг – Еделшрот и Св. Мартин при Вьолмисберг, на югоизток – Розентал при Кайнах, на изток – Бернбах.

### Име
Köflach означава „При потока, където има много пещери“. Произлиза от kovel, kuvel, govel със значението скална пещера и втората сричка -ach, която е стара дума за ручей и(ли) река.

## История
Благоприятният за заселване район изглежда е бил обитаван без прекъсване още от неолита. В пещера на Цигьолеркогел (на немски: Zigöllerkogel) са открити каменни инструменти и животински останки, датирани между 18 000 и 12 000 години преди Христа. Други находки изглежда са от римско време.
- Исторически карти на района Кьофлах
- На запад от Кьофлах: Мария Ланковиц, Хиршег, Гьосниц, Еделшрот и Габерл, около 1878 г.
- На изток от Кьофлах: Фойтсберг и средното течение на Кайнах

## Демография
| \| Година на преброяване \| Численост \| \| --------------------- \| --------- \| \| 1869 \| 4365 \| \| 1880 \| 6462 \| \| 1890 \| 7798 \| \| 1900 \| 8010 \| \| 1910 \| 7390 \| \| 1923 \| 8048 \| \| 1934 \| 8551 \| \| 1939 \| 8789 \| \| 1951 \| 12 041 \| |           |
| Година на преброяване | Численост |
| 1869 | 4365      |
| 1880 | 6462      |
| 1890 | 7798      |
| 1900 | 8010      |
| 1910 | 7390      |
| 1923 | 8048      |
| 1934 | 8551      |
| 1939 | 8789      |
| 1951 | 12 041    |

## Култура и забележителности
- Замък Пибър
- Федерален конезавод Пибер
- Католическа енорийска църква Кьофлах на името на Мария Магдалена
- Католическа енорийска църква Пибер на името на Андреас
- Католическа енорийска църква Граден на името на Осуалд
- Дом на изкуството и културата: В хода на изложбата на Щирия „Митичен кон“ 2003 е построена къща за изкуството и културата, в която се провеждат художествени изложби. Сградата е исторически паметник.

### Редовни събития
- Магдаленакиртаг: Всяка година на 22 юли се провежда ден на Магдалена. Ако денят се пада в неделя, празникът провежда на следващия понеделник. Това е най-големият пазарен ден в района на Фойтсберг;
- Търговско изложение: Ежегодно се редува с Фойтсберг в края на април или началото на май;
- Традиционно преди Великден се провежда Köflach Loazkörblmarkt, където се продават Великденски артикули;
- Рос Алмабтриб (традиционен фестивал на липицанерите): В началото на септември, когато липицанерските коне се връщат от Пибер от летния си дом в планината.

## Политика

### Градски съвет
Градският съвет се състои от седем членове и е съставен от мандати от следните партии след изборите за общински съвет през 2015 г.:
- 3 SPÖ – излъчва 1-ви заместник-кмет
- 2 ÖVP – излъчва кмета
- 1 FPÖ – излъчва 2-ри заместник-кмет
- 1 СБК – излъчва общинския съветник по финанси

### Общински съвет
Общинският съвет се състои от 25 членове (до 2015 г.: 31) и се състои от мандати от следните партии след изборите за общински съвет през 2020 г.:
- 4 SPÖ (−7)
- 18 ÖVP (+11)
- 1 FPÖ (−5)
- 2 SBK (−3)

### Побратимени градове
- Германия Гинген ан дер Бренц, Баден-Вюртемберг, от 1962 г.

## Герб
И двете предходни общини имат гербове, но те стават неофициални след сливането им от 1 януари 2015 г.
- Герб на Кьофлах
- Герб на Граден